# Särna
Särna – miejscowość (tätort) w Szwecji, w regionie administracyjnym (län) Dalarna, w gminie Älvdalen.
Według danych Szwedzkiego Urzędu Statystycznego liczba ludności wyniosła: 675 (31 grudnia 2015), 688 (31 grudnia 2018) i 695 (31 grudnia 2019).